# Carlos Calvo

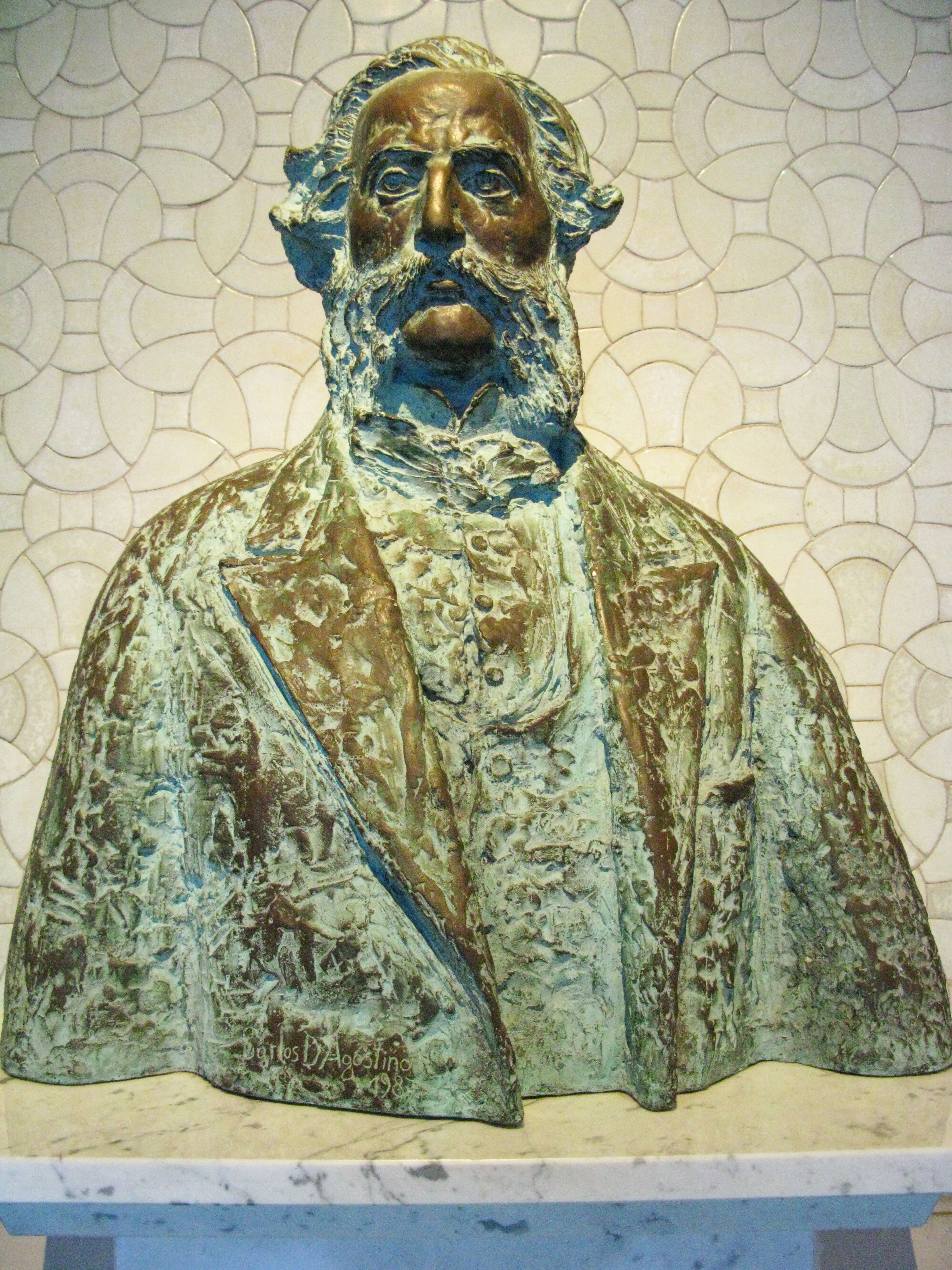
Carlos Calvo

Carlos Calvo (ur. 1824, zm. 1906) – argentyński prawnik, polityk i dyplomata, współautor doktryny Calvo (1868), doktryny dotyczącej stosunków międzynarodowych.
W 1860 roku został wysłany przez rząd Paragwaju ze specjalną misją do Londynu i Paryża. Pozostał we Francji, gdzie w 1863 roku opublikował dwutomową Derecho internacional teórico y práctico de Europa y America. W tym samym czasie ukazała się francuska wersja tego dzieła. Książka zawierała esencję tzw. doktryny Calvo i z miejsca stała się jedną z ważniejszych publikacji dotyczących stosunków międzynarodowych. W 1887 roku francuska edycja pracy Calva została uzupełniona i ukazała się w sześciu tomach.